# Шафранка красная
Шафранка красная, или стрекоза-метальщица красная, (лат. Crocothemis erythraea) — разнокрылая стрекоза из семейства настоящих стрекоз.

## Описание
Длина 26—45 мм, брюшко 18—33 мм, заднее крыло 23—33 мм. Размах крыльев 55—65 мм. Задний край переднеспинки с небольшим срединным выступом. На IX сегменте брюшка имеется боковое рёбрышко. Окраска ног красная или бурая. Птеростигма рыжеватая или жёлтая, около 3,5 мм длиной. Брюшко расширенное и уплощённое. Обычно в основании крыльев имеются широкие прозрачные жёлтые пятна. Верхушки крыльев и их костальный край бесцветные. Молодые особи обоих полов с едва заметными кремово-белыми доплечевыми полосами на груди. Окраска взрослых самцов ярко-красная. Самцы этого вида — самые яркие стрекозы с красной окраской в Европе. Окраска тела самок жёлто-бурая. Для них характерно наличие широкой тёмной срединной линии на брюшке, пересекаемой короткими «перекладинами», но не образующими решетчатого рисунка.

## Ареал
Обитает в Центральной и Южной Европе, а также в Предкавказье.
На Украине это редкий вид. Встречается в основном на юге: Закарпатская низменность, в Одесской, Херсонской, Полтавской, Запорожской области. Личинки найдены в реке Ингул. В Беларуси вид впервые найден в 2015 году на озере Каташи Кобринского района.

## Биология
Период лёта: конец мая — август-октябрь. Личинки населяют все типы стоячих водоёмов, часто солоноватых и лишенных растительности (на юге ареала), однако преимущественно встречаются в крупных пресных водоёмах с более или менее с богатой водной и околоводной растительностью, включая пруды, озера и водохранилища.